# 돌로미티산맥
돌로미티산맥(이탈리아어: Dolomiti, 라딘어: Dolomites, 독일어: Dolomiten, 베네토어: Dołomiti, 프리울리어: Dolomitis)은 이탈리아 북동부의 산맥으로 최고점인 마르몰라다산의 높이는 3,343m이다.
돌로미티라는 명칭은 18세기에 이 산맥의 광물을 탐사했던 프랑스의 광물학자인 데오다 그라테 드 돌로미외(Déodat Gratet de Dolomieu)에서 유래되었다. 남부 석회암 알프스산맥의 일부를 형성하며 벨루노도, 볼차노도, 트렌토도에 걸쳐 있다. 산맥은 백운암 지형을 띤다. 2009년에는 유네스코 세계유산으로 지정되었다. 해당 산맥에는 포르도이 고개가 중간에 지나간다.

## 같이 보기
- 벨루노
- 이탈리아 전선 (제1차 세계 대전)
- 비아 페라타